# Municipio de Garfield (condado de Sioux)
El municipio de Garfield (en inglés: Garfield Township) es un municipio ubicado en el condado de Sioux en el estado estadounidense de Iowa. En el año 2010 tenía una población de 335 habitantes y una densidad poblacional de 3,55 personas por km².

## Geografía
El municipio de Garfield se encuentra ubicado en las coordenadas 43°7′46″N 96°23′47″O / 43.12944, -96.39639. Según la Oficina del Censo de los Estados Unidos, el municipio tiene una superficie total de 94.36 km², de la cual 94,25 km² corresponden a tierra firme y (0,12 %) 0,11 km² es agua.

## Demografía
Según el censo de 2010, había 335 personas residiendo en el municipio de Garfield. La densidad de población era de 3,55 hab./km². De los 335 habitantes, el municipio de Garfield estaba compuesto por el 92,54 % blancos, el 0,3 % eran afroamericanos, el 0,3 % eran amerindios, el 5,37 % eran de otras razas y el 1,49 % eran de una mezcla de razas. Del total de la población el 8,06 % eran hispanos o latinos de cualquier raza.